# Moravcsik Mihály
Moravcsik Mihály (Liptószentmiklós, 1824. december 24. – Aszód, 1904. szeptember 26.) evangélikus esperes-lelkész.

## Családja
Moravcsik Mihály iparos (akinek elődei Morauchiknak írták nevüket) és Gönczy Anna fia. Moravcsik Ernő Emil, Moravcsik Géza és Béri Gyula édesapja.

## Élete
Édesapját korán elvesztette és anyja a hátramaradt csekély vagyonból nem bírta volna gyermekei nevelésének költségeit fedezni. Moravcsik ezért, mihelyt az akkori liptószentmiklósi gimnáziumot elvégezhette, lemondva anyja vagyoni támogatásáról nővére javára, úgy Rozsnyón, ahol gimnáziumi tanulmányait folytatta, mint Eperjesen, ahol a jogot és teológiát hallgatta, magánórák adásával és a részére jutott iskolai ösztöndíjakból tartotta fenn magát. Kerületi táblai joggyakorlatot is folytatott. Rozsnyón barátságra lépett Greguss Ágosttal, a későbbi egyetemi tanárral. Eperjesen egyik vezetője volt az ifjúságnak, amikor az a Kerényinél ott járt Petőfi Sándor tiszteletére fáklyás ünnepélyt rendezett.
A papi vizsgát letéve, Nógrád vármegyébe, a szandai Sréter családhoz ment nevelőnek. Miután a protestáns ifjaknak meg volt tiltva a németországi egyetemek látogatása, csak a Bécsi Egyetemre mehetett. Itt érte őt a béri (Nógrád vármegye) egyház meghívása, melyet 1852-ben el is fogadott. 1854-ben nőűl vette Esztergály Emiliát, Esztergály Mihály Pest vármegyei főesperes leányát. Nógrád vármegyében csakhamar esperessé választották és e tisztet viselte 1868-ig, amikor az aszódi (Pest vármegye) egyház meghívta lelkésznek.
Az 1850-es évek végén a vallásügyi pátens idejében lelkes harcosa volt az autonomikus hazafias mozgalmaknak. Az Esztergály Mihály elnöklete alatt megtartott nagyhírű 1860. évi pesti ágostai evangélikus-egyházkerületi gyűlésen ő is részt vett, amikor Prottmann rendőrfőnök feltett kalappal lépett be az alig megnyilt gyűlés termébe, ahol Esztergály elnök kimondván még az egyhangú hazafias határozatot, a gyűlést berekesztette és intett Székács Józsefnek, aki egyikét mondta el legszebb imáinak. Prottmann akkor már éppen az elnöki emelvényhez ért és hallva az imát, hirtelen levette a kalapját. A jelenlevők ugyan bántatlanul oszlottak szét, de később sok üldöztetésnek voltak kitéve, így Moravcsik is, aki kitartó hazafias küzdelmeiért más vallású hazafiaktól is sok üdvözletet kapott.
Moravcsik az egyház és a közművelődés terén nagy tevékenységet fejtett ki, Béren, Toldon, Szentiványon, Bokron templomot és iskolát építtetett; Béren takarékmagtárat is alapított; de alkotásai közül legfontosabb az aszódi gimnázium újjáalkotása és felvirágoztatása, melyet akkor, amikor Morvacsik Aszódra ment, már az egyház meg akart szüntetni. E gimnázium százéves évfordulóján az ünneplők közt az ottani római katolikus, református és izraelita lelkészek is felkeresték őt, kit mint a felekezeti béke harcosát is üdvözöltek.

## Írásai
Cikkei, melyekben főleg gyakorlati kérdéseket tárgyalt, a Protestáns Egyházi és Iskolai Lapban jelentek meg, előbb Cserháti névvel, majd M. jegy alatt. Eszméi közül több meg is valósult; így például a nógrádmegyei első magyar tanítói egylet, melyet mint körlelkész megalakított s melyet később több hasonló kör megalakulása követett.
Egyházi beszédei kéziratban vannak.